# Ophiozona antillarum
Ophiozona antillarum är en ormstjärneart som beskrevs av George Richard Lyman 1878. Ophiozona antillarum ingår i släktet Ophiozona och familjen fransormstjärnor. Inga underarter finns listade i Catalogue of Life.